# Bakelsche Beemden

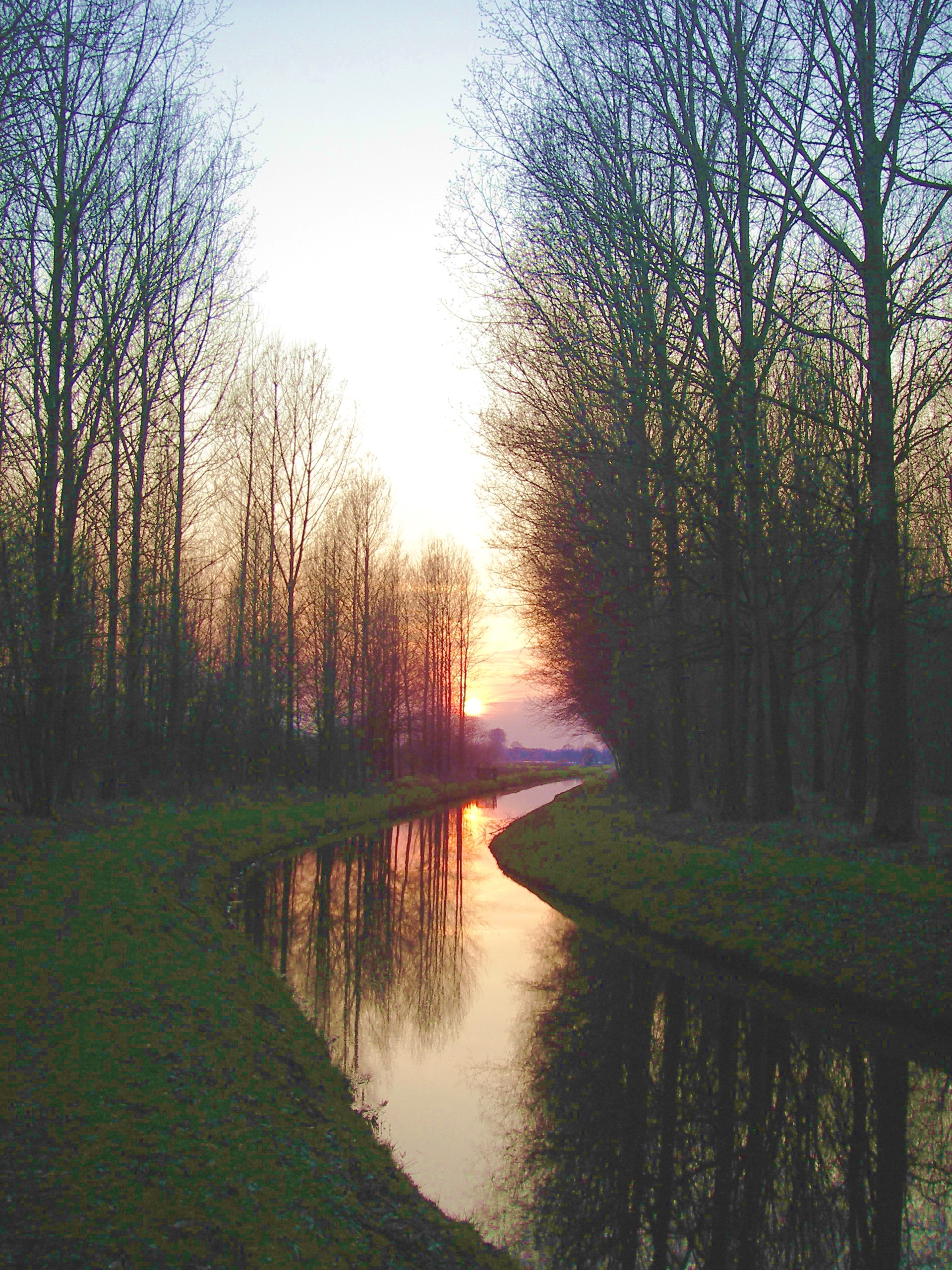
Zonsondergang in de Bakelse Beemden

De Bakelsche Beemden (ook: Bakelse Beemd) is een natuurgebied van 76 ha gelegen aan weerszijden van de Bakelse Aa. Het gebied bevindt zich in de gemeente Helmond, ten noorden van de nieuwbouwwijk Dierdonk.
Het gebied bestaat grotendeels uit populierenbos, dat met naaldhout (fijnspar) is onderplant terwijl plaatselijk ook natuurlijker gedeelten zijn te vinden. Plaatselijk groeien onder meer Dalkruid, Brede wespenorchis en Grote keverorchis.
Dit gebied is eigendom geweest van AMEV, een verzekeringsmaatschappij. Het gebied gaat in de toekomst deel uitmaken van de geprojecteerde 'waterberging Dierdonk' dat door waterschap Aa en Maas wordt ontwikkeld in samenwerking met de eigenaar. Dit is noodzakelijk omdat de laaggelegen Dierdonkse Beemden in de jaren 80 van de 20e eeuw zijn volgebouwd. Tegelijkertijd vindt een stuk natuurontwikkeling plaats.
De Bakelsche Beemden zijn nu een buffergebied tussen de stad Helmond en het omringende buitengebied. Een plan van de provincie Brabant om de Provinciale weg 279 te verleggen naar de Bakelsche beemden, is in december 2021 door de Raad van State geblokkeerd. De provincie moet nut en noodzaak van de plannen beter onderbouwen.